# Wean hean
wean hean (wienerisch für Wien hören) ist der Name eines Wienerlied-Festivals, das seit 2000 in Wien stattfindet. Es ist neben echt:wien das größte Festival dieses Genres. Veranstalter ist das Wiener Volksliedwerk. Jedes Jahr erscheint dazu der gleichnamige Sampler, auf dem einige der vorgetragenen Lieder zu finden sind.

## Geschichte
Das erste wean hean-Festival wurde von 2. bis 16. Oktober 2000 ausgetragen. Man begann mit der Nachwuchs-Aktion Ohne Wiat ka Musi (wienerisch für Ohne Wirt keine Musik), die bewirken sollte, dass in Gasthäusern wieder traditionelle Live-Musik gespielt wird. Ein weiteres Ziel war, der Jugend an Schulen durch die erste interaktive Wienerlied-CD, das Genre der Wiener Volksmusik vorzustellen. Aufgetreten sind unter anderem Wiens Bürgermeister Michael Häupl, Schrammelmusiker Roland Neuwirth, die Rap-Crew Illianz of Lykx und die Wiener Tschuschenkapelle.
Im darauffolgenden Jahr fand zwischen 26. September und 14. Oktober das zweite Festival statt. Es begann mit der Veranstaltung Kraut und Ruam auf dem Meiselmarkt. Im Sigmund-Freud-Museum setzte man sich am 9. Oktober 2001 mit Hilfe der Psychoanalyse mit dem Thema Wienerlied und Zeit-/Gesellschaftskritik auseinander. Diesmal gehörten beispielsweise Viktor Gernot, Karl Hodina und Tini Kainrath zu den Hauptacts.
Bei den nächsten wean hean-Festivals baute man sowohl teils auf bewährte Themen wie das neue Wienerlied, als auch auf Neues wie Vertonungen von Gedichten des 2000 verstorbenen Wiener Lyrikers H. C. Artmann. Ebenfalls gut besucht sind experimentelle Crossover-Auftritte österreichischer Musiker aus den verschiedensten Bereichen.